# Boubín
Boubín är ett berg i Tjeckien.   Det ligger i regionen Södra Böhmen, i den sydvästra delen av landet, 130 km söder om huvudstaden Prag. Toppen på Boubín är 1 362 meter över havet, eller 359 meter över den omgivande terrängen. Bredden vid basen är 17,9 km. Boubín ingår i Šumava.
Terrängen runt Boubín är huvudsakligen lite kuperad. Boubín är den högsta punkten i trakten. Runt Boubín är det ganska glesbefolkat, med 38 invånare per kvadratkilometer. Närmaste större samhälle är Vimperk, 7,9 km norr om Boubín. I omgivningarna runt Boubín växer i huvudsak barrskog.